# Daghestan
Il Daghestan (in russo Дагестан?, Dagestan; in avaro Дагъистан?, Dağistan) è una repubblica della Federazione Russa. Per area e per popolazione è la più grande del Caucaso settentrionale, con una superficie di 50270 km² e poco più di 3 milioni di abitanti, appartenenti a circa una trentina di etnie, tra le quali le più numerose sono gli avari, i darghini, i cumucchi e i lezgini; tra gli altri gruppi si annoverano i samuro, gli azeri, i nogai, i tati, e gli ebrei delle montagne, ovvero Dāgh Čufut.

## Etimologia
Il toponimo - usato non prima del XVI secolo - vuol dire "paese delle montagne" (dal turco dāgh, "montagne" e dal suffisso iranico stān (o -sthan) che significa posto, terra, nazione o generalmente un luogo).

## Storia
La sua lunga storia comincia a essere nota con le scarse notizie fornite dal geografo greco Strabone che parlò di popolazioni che egli chiamò Degai o Ghelai. Certamente influenzato dalla cultura persiana sasanide, il Daghestan e alcuni suoi esponenti di spicco furono chiamati Tabarsaran-shah (signori del Tabarsaran), riferendosi all'area che giace a ovest della città di Derbent.
Parzialmente cristianizzato intorno al V-VI secolo (gli Alani notoriamente erano cristiani), il Daghestan cadde nell'orbita arabo-musulmana in età omayyade, ma una non trascurabile importanza ebbe anche il giudaismo, espressa attraverso la cultura dei Khazari, costruttori di un impero che sarà travolto dai russi solo nel X secolo.
Tra il XIII e il XIV secolo i territori del Daghestan fecero parte della cosiddetta Orda d'Oro mongola. Fu sotto Tamerlano che il paese conobbe una più accentuata islamizzazione ma fu sotto gli Ottomani che l'intera area caspica fece stabilmente parte della cosiddetta dār al-Islām, articolandosi nelle tre entità feudali dello Shāmkhālat Qāzī Qūmūq, dell'Ūsmiyat di Qaytāk e del Ma‘sūmat del Tabarsarān.
L'area caspica fu contesa dai Russi agli Ottomani per lungo tempo, a partire dalla conquista russa di Astrachan', ma fu solo nel XIX secolo che i russi riuscirono ad avere partita vinta. Pietro il Grande aveva inviato, già nel 1722 una spedizione armata che s'era impadronita di Derbent e due anni dopo, in un trattato, gli Ottomani riconobbero alla Russia i possessi ottenuti.
Una parte del Daghestan (la parte meridionale) fu ceduta nel 1732 (e poi con un nuovo trattato del 1735) dai Russi a Nadir Shah, creatore di un ricostituito impero persiano. Tra gli anni '70 e '80 di quello stesso secolo, tuttavia la Russia agì con forza per riportare sotto il proprio controllo le aree del Daghestan. Nel 1796 Derbend fu di nuovo occupata sotto il regno di Caterina II, ma una definitiva conquista fu possibile solo nel 1806 e la situazione fu sancita dai Persiani con il Trattato di Golestan (1813).
La Russia riuscì con difficoltà a mantenersi nel Daghestan anche nel corso del movimento popolar-religioso guidato dal musulmano Ghazi Muhammad (chiamato dai russi "Qāzī Mulla"), sconfitto solo nel 1832. Suo figlio Hamza Beg e, dopo di lui, Shāmil proseguirono la rivolta e per un quarto di secolo le montagne del Daghestan, unificate nell'Imamato del Caucaso, furono pressoché precluse alle forze russe.
Dopo la resa di Shāmil al principe Aleksandr Barjatinskij (1859), il Daghestan partecipò alle ostilità russo-ottomane del 1877, data dopo la quale non si ebbero ulteriori mutamenti fino al 1917. Una Repubblica Socialista Sovietica autonoma fu insediata nel 1920. Il Daghestan, dopo la dissoluzione dell'Unione Sovietica, ha mantenuto i suoi legami con la neonata Federazione Russa, venendo coinvolta nei fermenti fondamentalistici islamici che hanno trovato la loro principale base nella confinante Cecenia.

## Geografia fisica

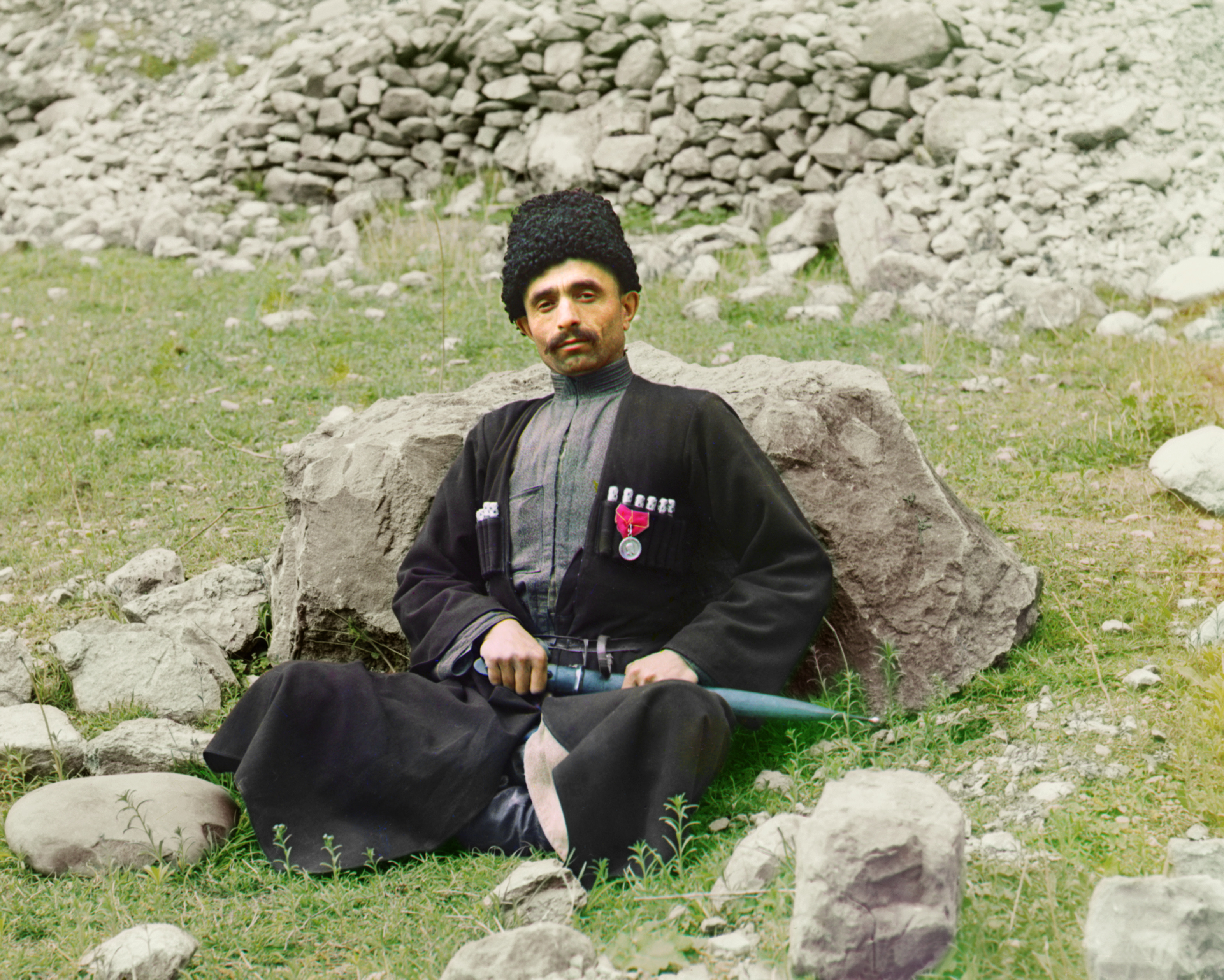
Uomo daghestano fotografato da Sergej Michajlovič Prokudin-Gorskij, tra il 1907 e il 1915

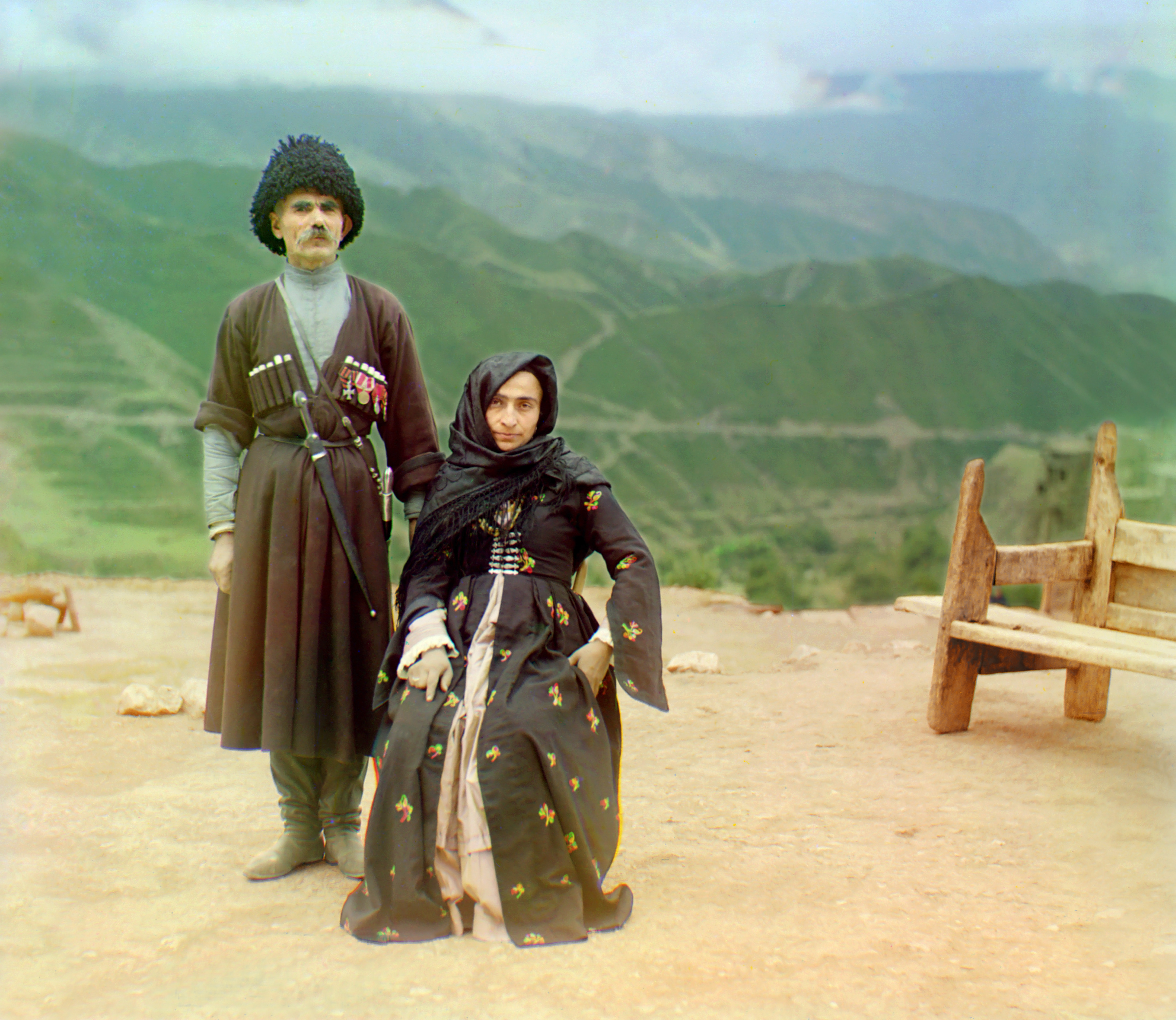
Abiti tradizionali daghestani

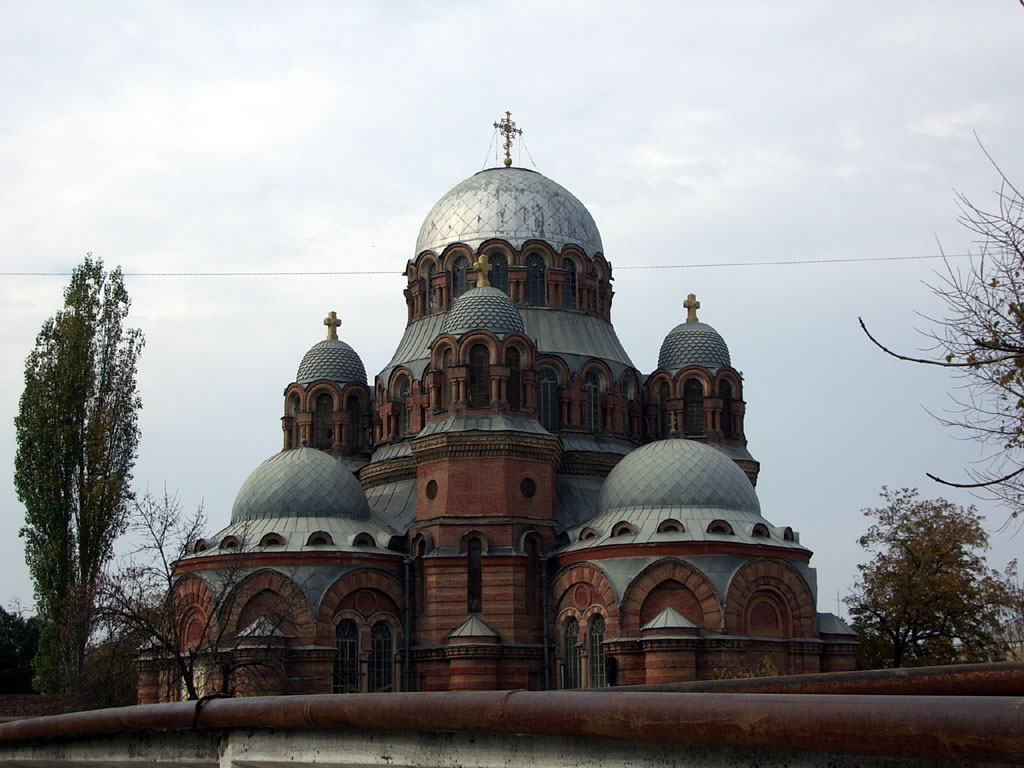
Cattedrale di Znamenskij a Chasavjurt

La repubblica è situata sulle montagne del Caucaso settentrionale. È la parte più meridionale della Russia, ed è delimitata sul lato orientale dal Mar Caspio.

### Confini
Il Daghestan confina a sud-ovest con la Georgia, a ovest con la Cecenia, a nord-ovest con il Territorio di Stavropol', a nord con la Repubblica dei Calmucchi, a sud con l'Azerbaigian; mentre a est il paese è bagnato dal Mar Caspio.

### Fiumi
Ci sono oltre 1 800 fiumi nella repubblica. I principali sono:
- Sulak
- Samur
- Terek
- Rubas

### Laghi
Il Daghestan ha circa 407 chilometri di costa sul Mar Caspio.

### Montagne
La maggior parte del territorio è montuoso, con le montagne del Caucaso. Il punto più alto è il picco Bazardyuzi a 4 470 metri, al confine con l'Azerbaigian. Il punto più meridionale della Russia si trova a circa sette chilometri a sud-ovest della vetta.
Altre importanti montagne sono Diklosmta (4285 m), Addala Šuchgel'meėr (4152 m) e Djul'tydag (4127 m).

### Risorse naturali
Il Daghestan è ricco di petrolio, gas naturale, carbone e molti altri minerali.

### Clima
Il clima è caldo e secco in estate, ma gli inverni sono rigidi nelle zone di montagna.
- Temperatura media di gennaio: +2 °C
- Temperatura media di luglio: +26 °C
- Precipitazioni medie annuali: da 250 mm (pianure settentrionali) a 800 mm (in montagna).

## Società

### Religione
La principale religione del paese è l'islam, praticato da quasi il 90% della popolazione, a maggioranza sunnita.

## Geografia antropica

### Suddivisioni amministrative
La divisione amministrativa di secondo livello della Repubblica del Daghestan comprende:
- 41 rajon (distretti);
- 10 città sotto la giurisdizione della Repubblica.

I distretti sono ulteriormente suddivisi in diciannove insediamenti di tipo urbano e 363 okrug rurali e stanica okrug.

#### Rajon
La Repubblica del Daghestan comprende 41 rajon (fra parentesi il capoluogo; sono indicati con un asterisco i capoluoghi non direttamente dipendenti dal rajon ma posti sotto la giurisdizione della oblast'):
- Agul'skij (Tpig)
- Akušinskij (Akuša)
- Achvachskij (Karata)
- Achtynskij (Achty)
- Babajurtovskij (Babajurt)
- Botlichskij (Botlich)
- Bujnakskij (Bujnaksk*)
- Čarodinskij (Curib)
- Chasavjurtovskij (Chasavjurt*)
- Chivskij (Chiv)
- Chunzachskij (Chunzach)
- Cumadinskij (Agvali)
- Cuntinskij (Cunta)
- Dachadaevskij (Urkarach)
- Derbentskij (Derbent*)
- Dokuzparinskij (Usuchčaj)
- Gergebil'skij (Gergebil')
- Gumbetovskij (Mechel'ta)
- Gunibskij (Gunib)
- Kazbekovskij (Dylym)
- Kajakentskij (Novokajakent)

- Kajtagskij (Madžalis)
- Karabudachkentskij (Karabudachkent)
- Kiziljurtovskij (Kiziljurt*)
- Kizljarskij (Kizljar*)
- Kulinskij (Vači)
- Kumtorkalinskij (Korkmaskala)
- Kurachskij (Kurach)
- Lakskij (Kumuch)
- Levašinskij (Levaši)
- Magaramkentskij (Magaramkent)
- Nogajskij (Terekli-Mekteb)
- Novolakskij (Novolakskoe)
- Rutul'skij (Rutul)
- Šamil'skij (Chebda)
- Sergokalinskij (Sergokala)
- Sulejman-Stal'skij (Kasumkent)
- Tabasaranskij (Chučni)
- Tarumovskij (Tarumovka)
- Tljaratinskij (Tljarata)
- Uncukul'skij (Šamil'kala)

#### Città
I centri abitati della Repubblica che hanno lo status di città (gorod) sono 10, tutte sottoposte alla diretta giurisdizione della oblast':
- Bujnaksk
- Chasavjurt
- Dagestanskie Ogni
- Derbent
- Izberbaš

- Južno-Suchokumsk
- Kaspijsk
- Kiziljurt
- Kizljar
- Machačkala

#### Insediamenti di tipo urbano
I centri urbani con status di insediamento di tipo urbano (al 1º gennaio 2010) sono 19:
- Ačisu
- Al'burikent
- Bavtugaj
- Belidži
- Dubki
- Kjachulaj
- Komsomol'skij

- Kubači
- Leninkent
- Mamedkala
- Manas
- Novyj Kjachulaj
- Novyj Sulak
- Šamchal

- Šamil'kala
- Semender
- Sulak
- Tarki
- Tjube